# شارلز دي بوفورت
شارل-ماري-نابليون دي بوفورت دوتبول (بالفرنسية: Charles-Marie-Napoléon de Beaufort d'Hautpoul)‏ (9 نوفمبر 1804، نابولي - 18 مايو 1890)، جنرال فرنسي في القرن 19. وقد وُلِد في نابولي، إيطاليا، حيث يعمل والده لمدة كعقيد في Génie («الهندسة العسكرية»). درس في مدرسة سان سير العسكرية في الفترة من 1820 إلى 1824، وفي نهاية المطاف أصبح «جنرال دي لواء الانقلاب-الرائد».
شارك بامتياز في بعثة مورية إلى اليونان.
في 1830، شارك في معركة الجزائر، بوصفه «أحد مساعدي معسكر» الجنرال فلازي.
من 1834 إلى 1837، كُلِف كأحد مساعدي معسكر سليمان باشا الفرنساوي، ثم رئيس الأركان في عهد السلطان المصري إبراهيم محمد علي باشا أثناء الحملات المصرية في سوريا.
وقد عُرف خاصة بتزعمه في 1860، البعثة الفرنسية في سوريا في الأراضي العثمانية، بالاتفاق مع الدولة العثمانية، وذلك بهدف أداء مهمتها المتمثلة في حماية المسيحيين في الشرق الأوسط، بعد مجازر 1860. وفي ذلك الوقت، قامت فرنسا بقيادة نابليون الثالث، بمواصلة دورها بوصفها الحامي القديم للمسيحيين في الدولة العثمانية.

## معرض الصور

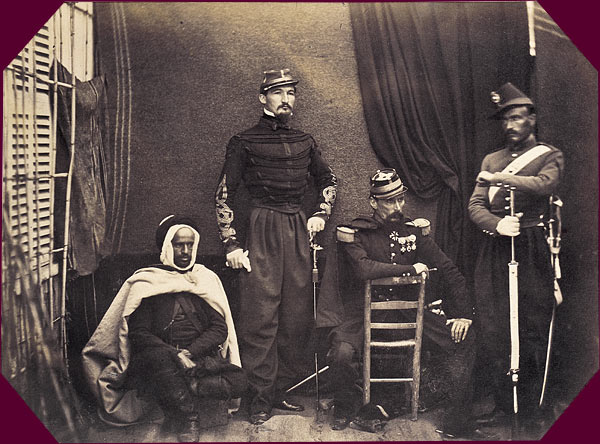
اللواء العام شارلز دي بوفورت (الجالس) بصفته قائد فرع تلمسان في مقاطعة وهران، حوالي عام 1856.
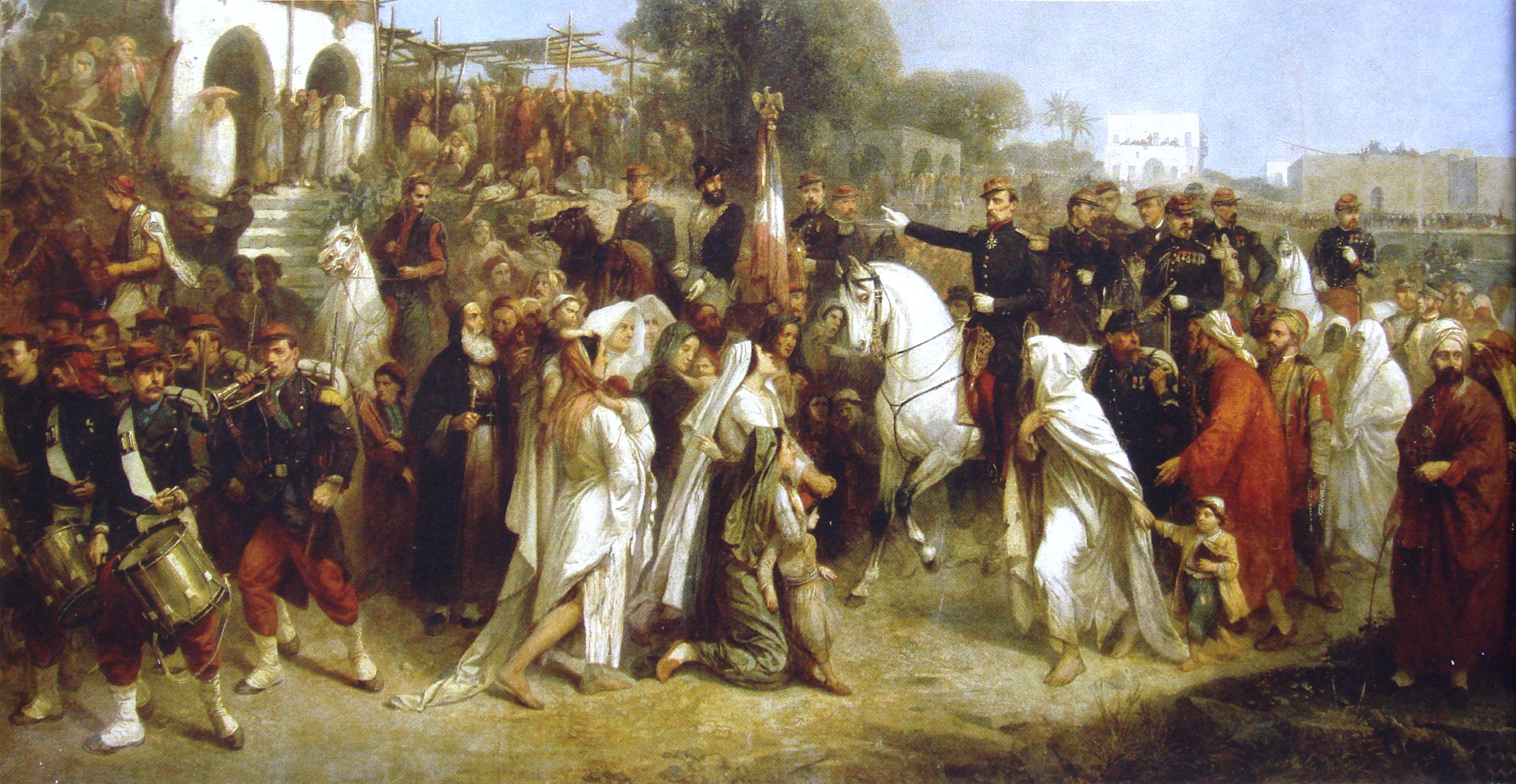
البعثة الفرنسية في سوريا بقيادة الجنرال شارلز دي بوفورت في بيروت، في 16 أغسطس 1860.